# Amiran Sanaia
Amiran Sanaia (geo. ამირან სანაია; Sukhumi, 3 settembre 1989) è un ex calciatore georgiano, di ruolo difensore.

## Palmarès

### Club

#### Competizioni nazionali
- Championnat National: 2

Bastia: 2010-2011
Rodez: 2018-2019
- Ligue 2: 1

Bastia: 2011-2012